# جاكوب سميتس
جاكوب سميتس (بالهولندية: Jakob Smits)‏ هو رسام بلجيكي وهولندي، ولد في 9 يوليو 1855 في روتردام في هولندا، وتوفي في 15 فبراير 1928 في Achterbos ‏ في بلجيكا.